# بحيرة أنسو

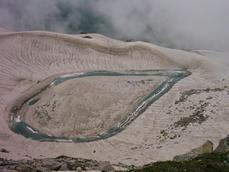
بحيرة أنسو

بحيرة أنسو تقع بحيرة أنسو في وادي كاغان مانسيرا في مقاطعة إقليم خيبر بختونخوا في باكستان. حيث تقع بالقرب من مليكة باربات في سلسلة جبال الهملايا على ارتفاع 4.245 متر (13927 قدم). واعتبرت هذه البحيرة واحدة من أجمل البحيرات في العالم.
اسم «أنسو» مأخوذ من شكل الدمعة (و كلمة أنسو الأردية تعني الدمعة). وتشبه البحيرة أيضًا عين الإنسان مع جزيرة جليد مركزية تشبه قزحية العين وسلسلة من التلال تشبه الحاجب والذي يصبح أكثر وضوحاً عندما يذوب الجليد من على الحاجب خلال فصل الصيف. وقد دمرت هذه التلال جزئياً في زلزال كشمير عام 2005.
ويقال أنه تم اكتشاف هذه البحيرة في عام 1993 بواسطة طياري القوات الجوية الباكستانية والذين كانوا يحلقون على ارتفاع منخفض في المنطقة. حيث لم تكن معروفة سابقًا حتى من قِبل السكان المحليين.
بالإضافة إلى أنه لا يوجد مكان للإقامة في بحيرة أنووس. قد يخيم بعض الناس على قمة جبال باردة وشديدة الرياح ولكنها محفوفةً بالمخاطر، حتى أن السكان المحليين لا ينصحون بذلك.
ويمكن الوصول إلى البحيرة من خلال طريقين مختلفين. فالطريق الأول قصير حيث يكون من بحيرة سيف مالوك ولكنها رحلة شاقة. وقد تحتاج إلى أكثر من 7 ساعات للرحلة ذهاباً وإياباً. وغالبا ما يكون هذا الطريق مغطى بالثلج في معظم أوقات السنة. فأفضل وقت للرحلة هو من 10 يوليو إلى 15 أغسطس وأفضل وقت للانطلاق للبحيرة من سيف مالوك هو حوالي الساعة 6:00 صباحاً من أجل العودة قبل غروب الشمس. ويمكن أيضا استئجار الخيول والمرشدين من بحيرة سيف مالوك.
أحيانًا قد لا يمكن رؤية البحيرة بسبب الضباب الأمطار. بينما أنه من الممكن أن يرى الزوار مناظر خلابة أثناء الرحلة إلى البحيرة. وبعد ساعات من المشي، يمكن تسلق التلال حيث يظهر من الجانب الآخر بحيرة أنسو. وكما ذكرنا بأنه يمكن الوصول إلى بحيرة أنسو عبر طريقين مختلفين:
من بحيرة سيف المالوك:
تستغرق هذه الرحلة من سبع إلى تسع ساعات ذهاباً وإيابا من بحيرة سيف المالوك إلى بحيرة أنسو. ويمكن فصل هذه الرحلة إلى نصفين. فالجزء الأول هو عبر وادي بجانب نهر لمعسكر قاعدة مليكة باربات، والجزء الثاني الأكثر حدة هو من معسكر قاعدة مليكة باربات إلى بحيرة أنسو.
من خلال ماهاندري إلى قرية مانور:
و الطريق الآخر إلى أنسو يبدأ من ماهاندري والتي تقع على بعد 40 كيلومتراً (25 ميلاً) إلى الجنوب من ناران. والاتجاه يساراً من ماهاندري بازار، بالإضافة إلى طريق جيب يؤدي إلى قرية مانور. ويوجد في هذا الوادي مناظر خلابة بالإضافة إلى أنه لا يمكن للسيارات المرور من هنا. وبعد 6-7 ساعات من الرحلة توجد روضه خضراء تسمى "Dher" وبعد ذلك سيصبح الطريق أكثر انحدارًا. وبعد 3-4 ساعات يرتفع الطريق إلى 14.000 قدم ستصبح بحيرة أنسو مرئية.
الموقع
وادي كاغان، الهيملايا 
الأحداثيات
34°48′49.98″ شمال 
73°40′35.94″ شرق
دول حوض باكستان
ارتفاع السطح
4,245 متر (13.927 قدم)
‌